# Apollo 5
Apollo 5 var en obemannad testflygning av månlandaren i omloppsbana runt jorden. Landaren sköts upp med en Saturn IB-raket från startplatta LC-37B vid Cape Kennedy Air Force Station, den 22 januari 1968, 22:48:09 UTC.

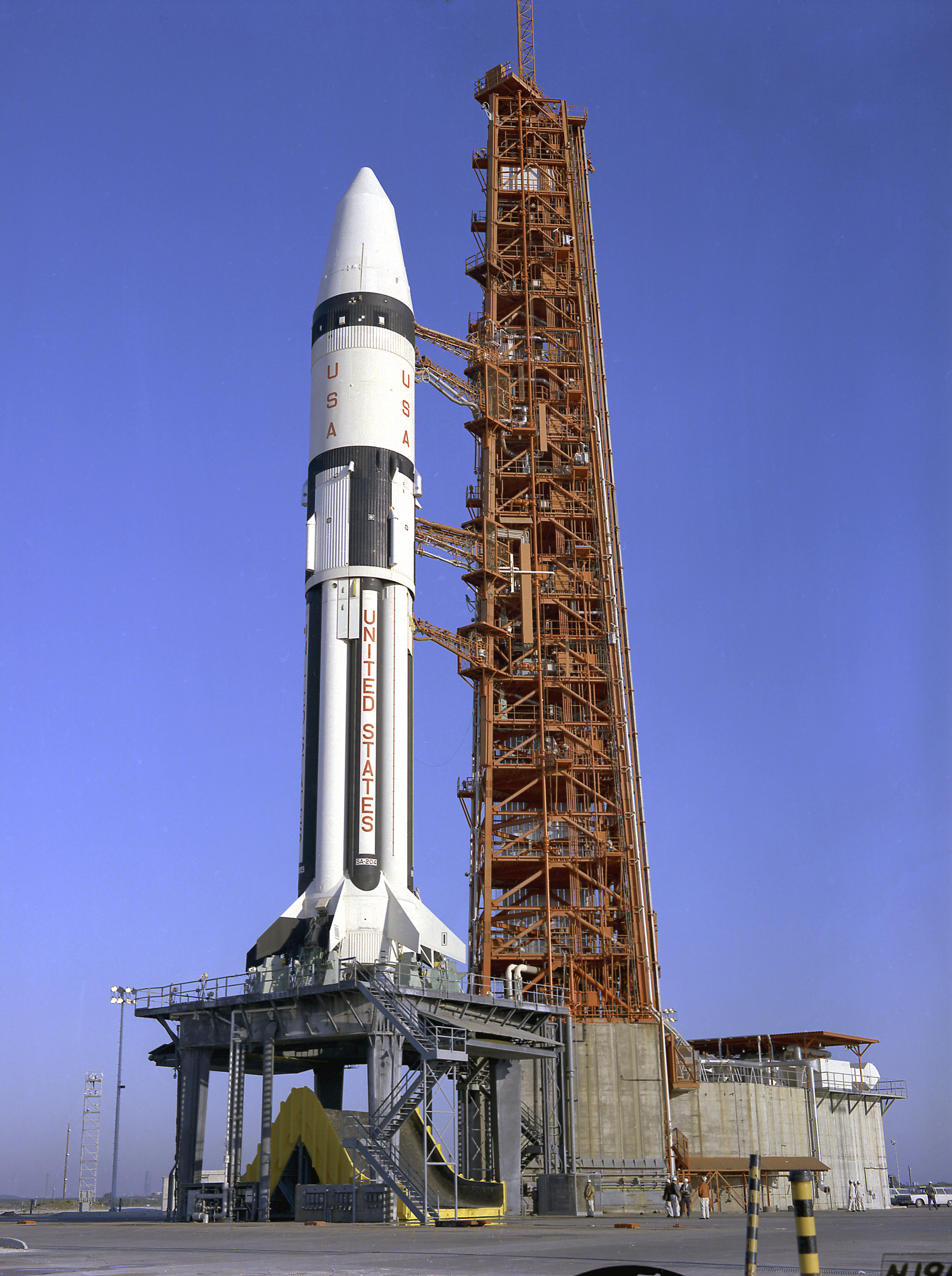
Apollo 5's Saturn IB på startplatan